# Terveet Kädet
I Terveet Kädet sono una band hardcore punk finlandese, formatasi nel gennaio 1980 a Tornio. 
La band ha avuto una grande influenza su molti gruppi successivi, tanto che il cantante di Sepultura e Soulfly Max Cavalera ha menzionato la band tra le sue preferite Il gruppo cita tra le sue influenze Slayer, Discharge e Motörhead.
Verso la metà degli anni ottanta il sound della band virò verso il metal.
La formazione della band è cambiata molte volte, con il solo cantante Veli-Matti "Läjä" Äijälä come componente originale rimasto.

## Discografia

### EP
- 1980 - Rock laahausta vastaan
- 1981 - II
- 1982 - Ääretön joulu
- 1983 - Terveet Kädet
- 1983 - Kädet Suojelee
- 1988 - Oma koloni
- 1989 - Anno Domini
- 1989 - Live Kemi 1982
- 1990 - Unkind
- 1990 - Message
- 1991 - Six Songs
- 1991 - Slow Promotion
- 1992 - Bizarre Domination
- 1994 - The Horse
- 1995 - Pahan voima
- 1995 - Sign of the cross
- 1995 - Bondage and Anguished Life

### Album in studio
- 1984 - Black God
- 1984 - Yalta Hi-Life (con Varaus, Äpärät, Aivoproteesi, Kaaos, Kansanturvamusiikkikomissio)
- 1985 - The Horse (ristampato nel 2006)
- 1991 - PROPAGANDA
- 1996 - Kumia Ja Verta - 1987 Kokoelma
- 1997 - Doomed Alien Race
- 1998 - Leather Enslavement
- 1999 - The Ultimate Pain
- 1999 - Ääretön Propaganda
- 2000 - Non Ultra Descriptica
- 2002 - Onnellisia Kytkentöjä 1980-2000
- 2002 - Deep Wounds
- 2006 - Pissaa ja paskaa
- 2007 - Ääretön Propaganda (LP e bonus-EP)

### Raccolte
- 1996 - Hardcore Brutality

## Componenti

### Attuali
- Veli-Matti "Läjä" Äijälä - voce, testi (1980 - oggi)
- Ilari - chitarra (2006 - oggi)
- Lene - basso (1990 - 1998, 2006 - oggi)
- Peedro - batteria (1980 - 1983, 2006 - oggi)

### Ex componenti

#### Batteria
- Walde - (1983 - 1984, R.I.P.)
- Tilli - (1984 - 2000)
- Luttinen - (2000 - 2006)

#### Basso
- Piäsky - (1980–89)
- Kähkönen - (1989–90)
- Lene - (1990-1998)
- Puksu - (1998-2006)

#### Chitarra
- Tiimo Viik - (1980–85)
- Weega - (1985–86)
- A.W. Yrjänä - (1986–88)
- Lene - (2000-2006)
- Maike - (1989-2006)